# Limotettix balli
Limotettix balli är en insektsart som beskrevs av Medler 1958. Limotettix balli ingår i släktet Limotettix och familjen dvärgstritar. Inga underarter finns listade i Catalogue of Life.